# AdWords
AdWords je storitev podjetja Google za oglaševanje na spletnih straneh. AdWords je najpomembnejša Googlova oglaševalska storitev in glavni vir zaslužka, ki je v letu 2009 skupno znašal preko 23 milijard dolarjev.
Google tekstovni oglasi so kratki, sestavljeni so iz ene vrstice naslova in dveh vrstic vsebine.

## Pay-Per-Click oglaševanje (PPC)
Oglaševalci določijo ključne besede, ki bodo sprožile oglase in največjo vsoto denarja, ki jo želijo porabiti. Ko uporabnik išče nekaj z uporabo ključne besede, ki jo je določil oglaševalec na google.com ali lokalnem Google strežniku (npr. google.si) se mu prikaže oglas.

## Tehnologija
V začetkih je Google AdWords uporabljal sistem za podatkovne baze MySQL. Kasneje je bil sistem prestavljen na komercialni izdelek Oracle. Ker se Oracle pokazal kot veliko počasnejši, so se vrnili k odprtokodni rešitvi MySQL.

## Slovenski trg
Google AdWords je v Sloveniji najbolj priljubljen servis za spletno oglaševanje, čeprav Slovenija zaostaja za EU v obsegu oglaševanja preko spleta.